# Growok
Growok is een bestuurslaag in het regentschap Bojonegoro van de provincie Oost-Java, Indonesië. Growok telt 3144 inwoners (volkstelling 2010).